# グランギニョール (映画)
グランギニョールは、2022年公開の日本の映画。脚本は吉崎崇二のオリジナルストーリー。2022年10月28日にR-18指定で公開された。
ボーイズラブ（BL）とホラーの要素がかけ合わされており、問題児が集められた孤島の学園が映画の舞台となっている。

## 登場人物
穂村イツキ（ほむら いつき）
演 - 小宮璃央
主人公。舞台となる孤島の学園に転校してくる。“グランギニョール”研究会に入会する。
テシオ周太郎（てしお しゅうたろう）
演 - 浦上晟周
アマガミ健斗（あまがみ けんと）
演 - 曽田陵介

## スタッフ
- 監督：橋本一
- 脚本：吉崎崇二
- 音楽：吉川清之
- 制作プロデューサー：菅谷英一
- 制作：星名陽平
- 製作：ダブルフィールド